# Луций Сулла (опера)
«Луций Сулла» (итал. Lucio Silla) — опера (музыкальная драма, итал. dramma per musica) В. А. Моцарта в 3-х действиях, либретто Дж. да Гамерры, редакция текста П. Метастазио. Премьера: Милан, театр «Реджо дукале», 26 декабря 1772 года.
Луций Сулла — римский диктатор, живший в 138—78 годах до н. э., так же ставший героем одноимённых опер И. К. Баха и П. Анфосси.

## Сюжет
В основе произведения Моцарта лежит характерный для итальянской оперы-сериа конфликт долга и чувства. Главный герой, Луций Сулла, отнял невесту у сенатора Цецилио и изгнал его из Рима. Тот возвращается и вступается за честь девушки. Влюблённым пытается помочь их друг Цинна. Он решает убить тирана, хотя знает, что это разрушит его собственное счастье: Цинна любит сестру Луция. Заговор терпит неудачу, и диктатор может уничтожить своих врагов. Но после тяжёлой душевной борьбы Луций понимает, что причиной всех бед была его жестокость. Он отказывается от власти, возвращая её народу.

## Действующие лица
| Роли                                          | Голос   | Участники премьеры 26 декабря 1772 (Дирижёр: Вольфганг Амадей Моцарт) |
| --------------------------------------------- | ------- | --------------------------------------------------------------------- |
| Луций Сулла (Лучо Силла), диктатор Рима       | тенор   | Бассано Морньони                                                      |
| Целия (Челия), сестра Суллы                   | сопрано | Даниэлла Мьенчи                                                       |
| Юния (Джуния), обручённая с Цецилием          | сопрано | Анна де Амичис-Буонсолацци                                            |
| Цецилий (Чечилио), римский сенатор в изгнании | сопрано | Венанцио Рауццини                                                     |
| Луций Цинна (Чинна), друг Цецилия             | сопрано | Феличита Суарди                                                       |
| Ауфидий (Ауфидио), трибун и друг Суллы        | тенор   | Джузеппе Онофрио                                                      |
| Стража, патриции, сенаторы, народ (хор)       |         |                                                                       |

## Постановки
В XX и XXI веке опера ставилась в Праге (1929), Зальцбурге (1964, 2006, 2013), Берлине и Лондоне (1967), Балтиморе (1968) Вене (1991, 2006), Эдинбурге (1998), Санта-Фе (2005), Венеции и Ганновере (2006), Барселоне (2013) и Милане (2015).

## Музыкальные номера
- Увертюра

### Первый акт
- N. 1 Ария Vieni ov’amor t’invita (Цинна)
- N. 2 Речитатив Dunque sperar poss’io и
  - ария Il tenero momento (Цецилий)
- N. 3 Ария Se lusinghiera speme (Целия)
- N. 4 Ария Dalla sponda tenebrosa (Юния)
- N. 5 Реситатив Mi piace и
  - Ария Il desio di vendetta e di morte (Сулла)
- N. 6 Речитатив Morte, morte fatal (Цецилио) и
  - хор Fuor di queste urne dolenti con Solo di Giunia O del padre ombra diletta
- N. 7 Речитатив Se l’empio Silla и
  - дуэт D’Eliso in sen m’attendi (Юния, Целия)

### Второй акт
- N. 8 Ария Guerrier, che d’un acciaro (Ауфидий)
- N. 9 Речитатив Ah corri, vola и
  - ария Quest’improvviso tremito (Цецилий)
- N. 10 Ария Se il labbro timido (Целия)
- N. 11 Речитатив Vanne. T’affretta и
  - ария Ah se il crudel periglio (Юния)
- N. 12 Речитатив Ah sì, scuotasi omai l’indegno giogo и
  - ария Nel fortunato istanta (Цинна)
- N. 13 Ария D’ogni pietà mi spoglio (Сулла)
- N. 14 Речитатив Chi sa, che non sia questa и
  - ария Ah se a morir mi chiama (Цецилий)
- N. 15 Ария Quando sugl’arsi campi (Целия)
- N. 16 Речитатив In un istante и
  - ария Parto, m’affretto (Юния)
- N. 17 Хор Se gloria il crin ti cinse
- N. 18 Терцет Quell’orgoglioso sdegno (Юния, Цецилий, Сулла)

### Третий акт
- N. 19 Ария Strider sento la procella (Целия)
- N. 20 Ария De' più superbi il core (Цинна)
- N. 21 Ария Pupille amate (Цецилий)
- N. 22 Речитатив Sposo… mia vita… и
  - ария Fra i pensieri più funesti di morte (Юния)
- N. 23 Финал с хором Il gran Silla che a Roma in seno (Юния, Цецилий, Цинна, Целия, Сулла, Ауфидий, хор)

## Дискография
Исполнители даны в следующем порядке: Луций Сулла/Юния/Цецилий/Цинна/Целия
- Fernando Ferarri/Dora Gatta/Fiorenza Cosotto/Anna Maria Rota/Rena Gary Falachi, Milan, con. Carlo Felice Cillario, 1962. Sarx

- Peter Schreier/Edita Gruberova/Cecilia Bartoli/Dawn Upshaw/Yvonne Kenny, Concertus Musicus Wien & Arnold Shönberg Choir, con. Nicolaus Harnoncourt, 1989. Teldec

- Roberto Sacca/Annick Massis/Monica Bacelli/Veronica Cangemi/Julia Kleiter, La Fenice de Venecia, con. Tomas Netopil, 2006. DVD Deutsche Grammophon

## Использованная литература
Гозенпуд А. Оперный словарь. — СПб., 2005.